# Rosanna Armani
Rosanna Armani (n. 27 iunie 1939, Piacenza, Italia) este o actriță italiană.